# Décès en janvier 1987
Décès
- 1983
- 1984
- 1985
- 1986
- 1987
- 1988
- 1989
- 1990
- 1991

Pour une information complémentaire, voir la page d'aide.

| Date       | Nom                     | Activités                                                                | Âge | Source |
| ---------- | ----------------------- | ------------------------------------------------------------------------ | --- | ------ |
| 2 janvier  | Jean de Gribaldy        | Coureur cycliste français.                                               | 64  |        |
| 2 janvier  | Bertrand Mogniat-Duclos | Peintre, dessinateur et illustrateur français.                           | 83  |        |
| 3 janvier  | Franck Sylvain          | Homme politique haïtien.                                                 | 77  |        |
| 5 janvier  | André Jouault           | Peintre français.                                                        | 82  |        |
| 5 janvier  | Ambrogio Portalupi      | Coureur cycliste italien.                                                | 43  |        |
| 7 janvier  | Son Sohui               | Poétesse sud-coréenne.                                                   | 69  | (ko)   |
| 12 janvier | Jacques Hérold          | Peintre français.                                                        | 76  | (en)   |
| 13 janvier | Anatoli Efros           | Réalisateur et metteur en scène soviétique.                              | 61  | (ru)   |
| 13 janvier | Vladimir Alatortsev     | Joueur d'échecs soviétique.                                              | 77  |        |
| 15 janvier | Ray Bolger              | Acteur américain.                                                        | 83  |        |
| 15 janvier | Rudolf Carl             | Acteur autrichien.                                                       | 87  | (en)   |
| 15 janvier | Aníbal Muñoz Duque      | Prélat colombien, archevêque de Bogota.                                  | 78  |        |
| 17 janvier | Raymond Scheyven        | Homme politique belge.                                                   | 75  |        |
| 18 janvier | Eveline Burchill        | Danseuse irlandaise.                                                     | 81  |        |
| 18 janvier | Renato Guttuso          | Peintre italien.                                                         | 75  |        |
| 18 janvier | Louis Suire             | Peintre et éditeur français.                                             | 87  |        |
| 21 janvier | Victor Goddard          | Militaire néo-zélandais                                                  | 89  |        |
| 22 janvier | Barbro Alving           | Journaliste, écrivaine, pacifiste et féministe suédoise                  | 78  |        |
| 22 janvier | Pierre Fecchino         | Footballeur français                                                     | 79  |        |
| 23 janvier | Jean-Claude Bertrand    | peintre français de l'École de Paris                                     | 58  |        |
| 25 janvier | Sven Lindqvist          | Footballeur international suédois.                                       | 83  |        |
| 25 janvier | Asim Ferhatović         | Footballeur yougoslave.                                                  | 54  |        |
| 25 janvier | Peđa Milosavljević      | Peintre, avocat, diplomate, dramaturge et écrivain serbe puis yougoslave | 78  |        |
| 26 janvier | Norman McLaren          | Réalisateur britannique de films d'animation                             | 72  |        |
| 29 janvier | Hiroaki Zakōji          | Musicien japonais.                                                       | 29  |        |
| 29 janvier | Jean Mingam             | Peintre et sculpteur français.                                           | 59  |        |
| 30 janvier | Roy Adzak               | Peintre, graveur, photographe et sculpteur britannique                   | 59  | (nl)   |
| 31 janvier | Yves Allégret           | Réalisateur français.                                                    | 81  |        |